# Woodrising
Woodrising – wieś w Anglii, w Norfolk. W 1931 wieś liczyła 103 mieszkańców. Wood Rising jest wspomniana w Domesday Book (1086) jako Risinga.